# Sapphirina nigromaculata
Sapphirina nigromaculata är en kräftdjursart som beskrevs av Claus 1863. Sapphirina nigromaculata ingår i släktet Sapphirina och familjen Sapphirinidae. Inga underarter finns listade i Catalogue of Life.